# Gaius Velleius Paterculus (Suffektkonsul 60)
Gaius Velleius Paterculus war ein römischer Politiker der Nerozeit und Suffektkonsul des Jahres 60.
Gaius Velleius Paterculus, vermutlich ein Sohn oder Enkel des gleichnamigen Historikers, ist irgendwann nach 39, möglicherweise nach 45 durch eine in El Arrusch/Numidien gefundene Inschrift als Legat der III. Legion bezeugt. Ansonsten ist von ihm nur bekannt, dass er im Jahre 60 zusammen mit Marcus Manilius Vopiscus von Juli bis September als nachgerückter Konsul amtierte, wie aus einer Inschrift und zwei in Herculaneum gefundenen Wachstafeln hervorgeht:
[15. Juli:]
M(arco) Manilio Vopisco C(aio) Velle[[a]]o Paterculo co(n)s(ulibus) /
Idibus Iuli(i)s dedicavit / :familiae Silvani crustulum mulsum ab se dedit /
decrevit familia Silvani M(arco) Valerio Dextro immunitatem [...]
[25. Juli]
[C. Ve]l[le]io Paterculo M. Manilio Vopisco
VIII K(alendas) Aug(ustas)
L. Venidius Ennychus testatus est
sibi filiam natam esse ex Liuia
Acte uxore sua
[3. September:]
C. Velleio Paterculo M. Manilio Vopisco cos.
III Non(as) Sept(embres)
Q. Iunius Theophilus scripsi me repromisisse A. Tetteio Severo [...].
Seneca erwähnt, dass während seines Konsulats ein Komet erschien. Es dürfte sich hierbei um denselben Kometen handeln, von dem Tacitus für das Jahr 60 berichtet: „Währenddessen während der ersten Neronia erglänzte auch ein Komet, von welchem das Volk die Meinung hegt, er verkünde einen Regierungswechsel.“